# Missão de Monitoramento do Sri Lanka

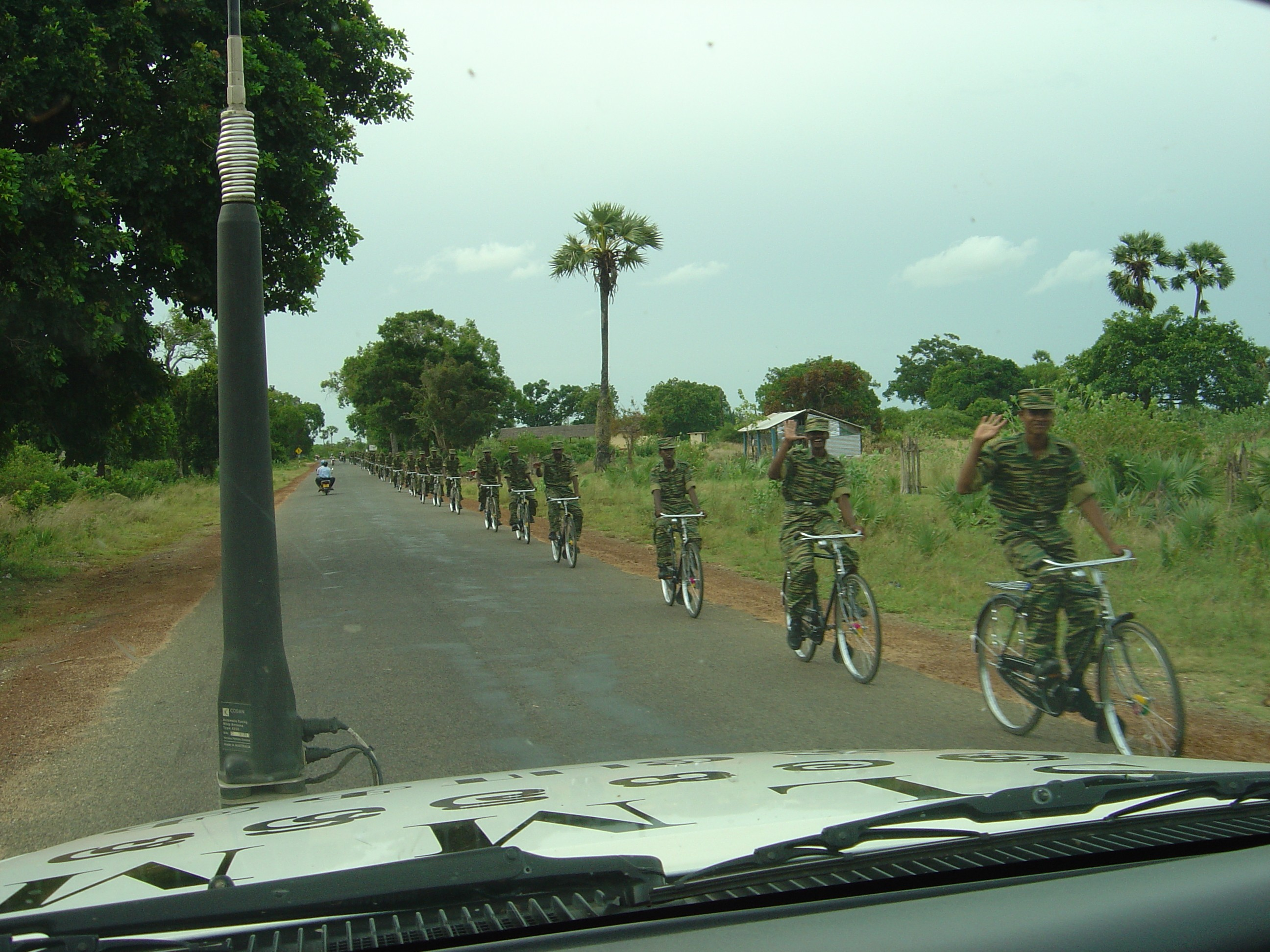
Pelotão de ciclistas

Missão de Monitoramento do Sri Lanka (em inglês:  Sri Lanka Monitoring Mission) foi um organismo multinacional que existiu de 2002 a 2008 para monitorar o cessar-fogo entre o governo do Sri Lanka e os Tigres de Liberação do Tamil Eelam (LTTE, também conhecidos como os Tigres Tâmeis) durante a Guerra Civil do Sri Lanka.
O grupo foi criado em 22 de fevereiro de 2002 para monitorar o cessar-fogo e investigar as violações relatadas do acordo de cessar-fogo. Os membros da missão foram compostos por observadores civis escolhidos principalmente a partir dos países nórdicos (Noruega, Suécia, Finlândia, Dinamarca e Islândia) sob a liderança norueguesa. Após o cancelamento do acordo de cessar-fogo, a missão encerrou suas atividades.